# (2938) Hopi
(2938) Hopi est un astéroïde de la ceinture principale.

## Description
(2938) Hopi est un astéroïde de la ceinture principale. Il fut découvert le 14 juin 1980 à la station Anderson Mesa par Edward L. G. Bowell. Il présente une orbite caractérisée par un demi-grand axe de 3,15 UA, une excentricité de 0,33 et une inclinaison de 41,4° par rapport à l'écliptique.

## Compléments